# En tur på sjön
En tur på sjön är en novell av Sven Olov Karlsson, utgiven 2009 som extramaterial till pocketutgåvan av romanen Amerikahuset.

## Handling
Novellen utspelar sig i Västmanland under slutet av 1980-talet. Novellen handlar om tre pojkar, som har sommarlov. Historien skildras av det namnlösa berättarjaget.
Novellen inleds med att jagberättaren och Kauko befinner sig på en cykeltur. Kauko föreslår impulsivt att de två ska företa en roddtur på en närbelägen sjö, vilket också sker. Väl ute på sjön trycker jagberättaren sönder durken på båten med sin ena stövel, varpå båten börjar läcka. Kauko, som är rorsman, märker dock inget och styr båten mot sjöns mitt.
Själva båtturen tar förhållandevis litet utrymme i anspråk i novellen. Istället får läsaren följa berättarjagets tankar och funderingar kring hur han blir mobbad i skolan och hur det är att växa upp på landsbygden.

## Rollfigurer
- Jagberättaren, novellens anonyma berättarjag och tillika protagonist. Han är mobbad i skolan, bland annat  av Kauko och Emil, som han trots detta ser som sina vänner.
- Kauko, tvillingbror till Emil.
- Emil, tvillingbror till Kaiko.

## Intertextuella referenser
- Musikgrupperna Kiss och Abba.
- Berättarjagets pappa tycker att de tre vännerna liknar seriefigurerna Bröderna Dalton.